# Hrvaška kuna
Kuna (mednarodna koda HRK, oznaka kn) je bila pred uvedbo evra uradna valuta na Hrvaškem. Ena kuna se deli na sto lip. 
Hrvaška kuna je leta 1994 zamenjala hrvaški dinar, ki je bil prehodno plačilno sredstvo od leta 1991. Z vstopom v Evropsko unijo je Hrvaška postala obvezana k uvedbi evra. Julija 2020 je država vstopila v evropski tečajni mehanizem ERM-2, 1. januarja 2023 pa je Hrvaška kune nadomestila z evrom.
Januarja 2022 je menjalni tečaj znašal okoli 7,53 kune za en evro. Hrvaške kune izdaja Hrvaška narodna banka.

## Zgodovina
Ime »kuna« izhaja iz srednjega veka, v katerem se je krzno kune uporabljalo kot plačilno sredstvo. V srednjeveškem hrvaškem kraljestvu je obstajal davek, imenovan kunovina ali marturina, ki so ga kmetje sprva plačevali v kunjih kožah. V 13. in 14. stoletju so hrvaški bani in hercegi kovali lasten denar, imenovan banovac ali banica, na katerem je bila upodobljena kuna kot heraldični simbol Kraljevine Slavonije. Ustaška Neodvisna država Hrvaška je leta 1941 uvedla valuto kuno, razdeljeno na 100 banic, ki je izginila leta 1945 z ustanovitvijo nove Jugoslavije in uvedbo jugoslovanskega dinarja.
Po osamosvojitvi Hrvaške od SFR Jugoslavije so novo trajno valuto najprej nameravali imenovati »kruna« (krona) in podenoto »banica«; imeni sta bili nato spremenjeni v kuno in lipo. Sodobna kuna je prišla v uporabo 30. maja 1994, na hrvaški dan državnosti. Zamenjala je hrvaški dinar s tečajem 1000 hrvaških dinarjev za 1 kuno. Prehodno obdobje z uporabo obeh valut je trajalo od 30. maja do 31. decembra 1994.
Od uvedbe je bila kuna vezana na nemško marko. Ko je marko zamenjal evro, je vezava kune prešla nanj. Ob hrvaški pridružitvi ERM-2 je bil srednji tečaj nastavljen na 1 € = 7,53450 kune. Ob menjavi uradne hrvaške valute kune v evro 1. januarja 2023 je menjalni tečaj znašal 1 eur = 7,53450 kune.

## Kovanci
Izdajajo se kovanci v vrednostih 1, 2, 5, 10, 20 in 50 lip ter 1, 2, 5 in 25 kun. Zaradi majhne vrednosti so kovanci za 1 in 2 lipi redko uporabljeni. Čeprav so še vedno zakonito plačilno sredstvo, se od leta 2009 ne izdajajo v obtok in se kujejo le še za numizmatične komplete.
Kovance je oblikoval hrvaški akademski kipar Kuzma Kovačić. Na zadnji strani kovancev za 1, 2, 5, 10, 20 in 50 lip so upodobljene rastline, na kovancih za 1, 2 in 5 kun pa živali. Kovanci, izdani v lihih letih, imajo izpisana hrvaška imena rastlin in živali, izdani v sodih letih pa znanstvena.
| Videz | Vrednost | Premer  | Masa    | Sestava                                            | Motiv na zadnji strani                     | Prva izdaja |
| ----- | -------- | ------- | ------- | -------------------------------------------------- | ------------------------------------------ | ----------- |
|       | 1 lipa   | 17 mm   | 0,7 g   | zlitina aluminija in magnezija                     | koruza (KUKURUZ / ZEA MAYS)                | 1993        |
|       | 2 lipi   | 19 mm   | 0,92 g  | zlitina aluminija in magnezija                     | vinska trta (VINOVA LOZA / VITIS VINIFERA) | 1993        |
|       | 5 lip    | 18 mm   | 2,5 g   | jeklo s prevleko zlitine bakra in cinka (medenine) | dob (HRAST LUŽNJAK / QUERCUS ROBUR)        | 1993        |
|       | 10 lip   | 20 mm   | 3,25 g  | jeklo s prevleko zlitine bakra in cinka            | tobak (DUHAN / NICOTIANA TABACUM)          | 1993        |
|       | 20 lip   | 18,5 mm | 2,9 g   | jeklo s prevleko zlitine železa in niklja          | oljka (MASLINA / OLEA EUROPAEA)            | 1993        |
|       | 50 lip   | 20,5 mm | 3,65 g  | jeklo s prevleko zlitine železa in niklja          | velebitska degenija (DEGENIA VELEBITICA)   | 1993        |
|       | 1 kuna   | 22,5 mm | 5 g     | zlitina bakra, niklja in cinka (alpaka)            | slavec (SLAVUJ / LUSCINIA MEGARHYNCHOS)    | 1993        |
|       | 2 kuni   | 24,5 mm | 6,2 g   | zlitina bakra, niklja in cinka                     | tun (TUNJ / THUNNUS THYNNUS)               | 1993        |
|       | 5 kun    | 26,5 mm | 7,45 g  | zlitina bakra, niklja in cinka                     | rjavi medved (MRKI MEDVJED / URSUS ARCTOS) | 1993        |
|       | 25 kun   | 32 mm   | 12,75 g | zlitine bakra, niklja in aluminija                 | različni                                   | 1997        |

### Priložnostni kovanci
- 1 lipa, 20 lip in 2 kuni: Ob 50-letnici obstoja Organizacije Združenih narodov za prehrano in kmetijstvo (FAO) leta 1995 je bilo izdanih 1.000.000 priložnostnih kovancev za 1 lipo, 1.000.000 kovancev za 20 lip in 500.000 kovancev za 2 kuni. Sprednje strani priložnostnih kovancev so enake običajnim, medtem ko imajo na zadnji strani poleg običajnega motiva (koruza, oljka, tun) kratico FAO, letnici »1945. 1995.« in latinsko geslo »FIAT PANIS« (»naj bo kruh«).[11]
- 2 lipi, 5 lip in 1 kuna: Ob olimpijskih igrah 1996 so bili v obtok izdani priložnostni kovanci za 2 lipi (1.000.000 kosov), 5 lip (900.000 kosov) in 1 kuno (1.000.000 kosov). Sprednje strani priložnostnih kovancev so enake običajnim, zadnje strani pa imajo upodobljene logotip hrvaškega olimpijskega komiteja, posodo s stiliziranim olimpijskim plamenom, napisa »OLIMPIJSKE IGRE« in »ATLANTA«.[12]
- 10 lip: Po 50. obletnici Organizacije združenih narodov, leta 1996, je izšlo 900.000 priložnostnih kovancev za 10 lip. Sprednja stran je enaka kot pri običajnih kovancih, na zadnji pa je upodobljen grb Združenih narodov z letnicama 1945.–1995. in napisom »ORGANIZACIJA UJEDINJENIH NARODA«.[13]
- 50 lip: Ob evropskem prvenstvu v nogometu 1996 je bilo izdanih 900.000 priložnostnih kovancev za 50 lip. Sprednja stran je enaka kot pri običajnih kovancih. Na zadnji strani se nahajajo logotip Hrvaške nogometne zveze, napisa »EUROPSKO NOGOMETNO PRVENSTVO« in »ENGLESKA«.[14]
- 5 kun: Leta 1994, po 500. obletnici tiskanja Senjskega glagolskega misala, je bilo izdanih 1.000.000 priložnostnih kovancev za 5 kun. Na sprednji strani je v središču kvadrat v krogu, v katerem je številka 5. Ob levem robu kvadrata je izpisana beseda »KUNA« v latinici in ob desnem robu v glagolici. Nad kvadratom stoji grb Hrvaške, pod njim pa grb mesta Senja. Na zgornjem delu oboda kovanca je napis »REPUBLIKA HRVATSKA« v latinici in na spodnjem delu v glagolici. Na zadnji strani kovanca je v središču obris glagolske črke S, ki se v zgornjem delu pretvarja v knjigo s križem. Spodnji del črke predstavlja grad Nehaj nad Senjem in stilizirane morske valove. Znotraj obrisa je izpisano ime »SENJ« v latinici in glagolici ter letnica 1494 z glagolskimi in arabskimi številkami. Na obodu zadnje strani je izpisano »500. OBLJETNICA TISKANJA SENJSKOG GLAGOLJSKOG MISALA«. Avtor kovanca je kipar Damir Mataušić.[15]

#### 25 kun
Kovanci za 25 kun so izključno priložnostni. So zakonito plačilno sredstvo, vendar se zaradi svoje numizmatične vrednosti skoraj ne uporabljajo. Imajo obliko pravilnega dvanajstkotnika, jedro iz zlitine bakra, aluminija in niklja ter obod iz zlitine bakra in niklja. Na zadnji strani se nahajajo različni motivi:
- 300.000 priložnostnih kovancev ob koncu procesa reintegracije vzhodne Slavonije, Baranje in zahodnega Srema (1997): zemljevid hrvaškega Podonavja z vrisanimi mesti, rekami in državnimi mejami;
- 300.000 priložnostnih kovancev ob prvem kongresu hrvaških esperantistov (1997): simbol kongresa in napis »UNUA KONGRESO DE KROATAJ ESPERANTISTOJ«;
- 300.000 priložnostnih kovancev ob peti obletnici sprejema Hrvaške v Organizacijo združenih narodov (1997): grb Združenih narodov;
- 300.000 priložnostnih kovancev ob svetovni razstavi v Lizboni (1998): starohrvaška ladja falkuša iz 11. in 12. stoletja na morski gladini;
- 300.000 priložnostnih kovancev ob uvedbi evra (1999): obris črke E, roj dvanajstih zvezdic, ki predstavljajo države Evropske monetarne unije;
- 300.000 priložnostnih kovancev ob letu 2000: z žarki obdana podoba človeškega ploda kot splošnega simbola ljudskega življenja, ki je osrčje iztekajočega se in prihajajočega tisočletja;
- 200.000 priložnostnih kovancev ob 10. obletnici mednarodnega priznanja Hrvaške (15. 1. 1992–15. 1. 2002): obris Hrvaške in črte poldnevnikov in vzporednikov, ki predstavljajo Hrvaško na zemljevidu sveta;
- 30.000 priložnostnih kovancev ob kandidaturi Hrvaške za članstvo v Evropski uniji (18. 6. 2004): dva kvadratka, ki predstavljata Hrvaško, znotraj dvanajstih zvezdic Evropske unije;
- 20.000 priložnostnih kovancev ob letnem sestanku Evropske banke za obnovo in razvoj v Zagrebu (2010): panorama Zagreba in logotip banke;
- 20.000 priložnostnih kovancev ob podpisu dogovora o pristopu Hrvaške v Evropsko unijo (9. 12. 2011): podoba satja s 27 celicami – obstoječimi članicami EU in kvadratka kot Hrvaške;
- 20.000 priložnostnih kovancev ob začetku polnopravnega članstva Hrvaške v EU (1. 7. 2013): podoba satja, dograjenega z 28. celico;[16]
- 50.000 priložnostnih kovancev ob 25-letnici samostojne Hrvaške (8. 10. 1991–8. 10. 2016): vzorec svetlečih in matiranih kvadratov z letnicami 25-letnega obstoja države;
- 20.000 priložnostnih kovancev ob 25-letnici sprejema Hrvaške v Združene narode (22. 5. 1992–22. 5. 2017): izmenično svetleči in matirani deli sestavljanke, od katerih črtasti predstavlja črko H, in logotip OZN;
- 30.000 priložnostnih kovancev ob 25-letnici uvedbe kune kot hrvaške valute (30. 5. 1994–30. 5. 2019): podoba kune in številke 25, obkroženih s 25 pikami;
- 20.000 priložnostnih kovancev ob 350. obletnici ustanovitve Univerze v Zagrebu (1669–2019): pročelje zgradbe Univerze in grb mesta Zagreba;
- 30.000 priložnostnih kovancev ob hrvaškem predsedovanju Svetu Evropske unije (2020): »Tipografska šahovnica«, logotip hrvaškega predsedovanja Svetu;
- 50.000 priložnostnih kovancev ob 75. obletnici ustanovitve Hrvaške skupnosti tehniške kulture (1946–2021): kocka in tiskano vezje;
- 50.000 priložnostnih kovancev ob svetovnem dnevu otroka (20. 11. 2021): hiša, jabolko, sonce, metulj in cvetje ter otroci v plesnem kolu.[17]

## Bankovci
Avtorja bankovcev sta slikar in grafik Miroslav Šutej ter profesor Vilko Žiljak. V uporabi so bankovci v vrednostih 5, 10, 20, 50, 100, 200, 500 in 1000 kun. Bankovci za pet kun so še vedno zakonito plačilno sredstvo, vendar se ne tiskajo več.
| Videz | Vrednost | Mere        | Barva         | Podoba | Neveljavne izdaje                  | Veljavne izdaje                            |
| ----- | -------- | ----------- | ------------- | --- | ---------------------------------- | ------------------------------------------ |
|       | 5 kun    | 122 × 61 mm | zelena        | sprednja stran: portreta Frana Krsta Frankopana in Petra Zrinskega zadnja stran: Stari grad v Varaždinu, tloris gradu | 31. oktobra 1993                   | 7. marca 2001                              |
|       | 10 kun   | 126 × 63 mm | siva          | sprednja stran: portret Jurja Dobrile zadnja stran: Puljska arena, tloris mesteca Motovuna                            | 31. oktobra 1993 15. januarja 1995 | 7. marca 2001 30. maja 2004 9. julija 2012 |
|       | 20 kun   | 130 × 65 mm | rdeča         | sprednja stran: portret Josipa Jelačića zadnja stran: Dvorec Eltz v Vukovarju, vučedolska golobica                    | 31. oktobra 1993                   | 7. marca 2001 9. julija 2012 30. maja 2014 |
|       | 50 kun   | 134 × 67 mm | modra         | sprednja stran: portret Ivana Gundulića zadnja stran: staro mestno jedro Dubrovnika, pročelje Knežjega dvorca         | 31. oktobra 1993                   | 7. marca 2002                              |
|       | 100 kun  | 138 × 69 mm | oranžna       | sprednja stran: portret Ivana Mažuranića, kos baške plošče zadnja stran: stolnica sv. Vida na Reki, tloris stolnice   | 31. oktobra 1993                   | 7. marca 2002 9. maja 2012                 |
|       | 200 kun  | 142 × 71 mm | rjava         | sprednja stran: portret Stjepana Radića zadnja stran: Palača glavnega poveljstva v Osijeku, tloris osiješke Tvrđe     | 31. oktobra 1993                   | 7. marca 2002 9. maja 2012                 |
|       | 500 kun  | 146 × 73 mm | olivno zelena | sprednja stran: portret Marka Marulića zadnja stran: Dioklecijanova palača v Splitu, lik vladarja iz 11. stoletja     |                                    | 31. oktobra 1993                           |
|       | 1000 kun | 150 × 75 mm | modro siva    | sprednja stran: portret Anteja Starčevića zadnja stran: kralj Tomislav, pročelje zagrebške stolnice                   |                                    | 31. oktobra 1993                           |

### Priložnostni bankovci
- Ob 10. obletnici uvedbe kune kot denarne enote Hrvaške (2004) je bil izdan priložnostni bankovec za 10 kun v nakladi 5.000.000 izvodov. Na sprednji levi strani, na mestu vodnega žiga z likom Jurja Dobrile, se nahaja pravokotnik iz drobnih črk, s katerimi je v 34 vrsticah izpisan neprekinjen niz besedila »DESETA OBLJETNICA HRVATSKOGA NOVCA KUNE I LIPE 2004.«. Posamezne odebeljene črke in številke v nizu tvorijo številko »10.«. Čez pravokotnik je s prelivajočo barvo trikrat izpisana beseda »OBLJETNICA«.
- Ob 20. obletnici uvedbe kune (2014) je bil v nakladi 5.000.000 izvodov izdan priložnostni bankovec za 20 kun. Na sprednji levi strani, na mestu vodnega žiga z likom Josipa Jelačića, se nahaja pravokotnik iz drobnih črk, s katerimi je v 34 vrsticah izpisan neprekinjen niz besedila »DVADESETA OBLJETNICA HRVATSKOGA NOVCA KUNE I LIPE 2014.«. Posamezne odebeljene črke in številke v nizu tvorijo številko »20.«. Čez pravokotnik je s prelivajočo barvo trikrat izpisana beseda »OBLJETNICA«.